# Kapucijntimalia
De kapucijntimalia (Turdoides atripennis synoniem Phyllanthus atripennis) is een zangvogel uit de familie Leiothrichidae.

## Verspreiding en leefgebied
Deze soort komt voor in westelijk Afrika en telt drie ondersoorten:
- T. a. atripennis: van Gambia en Senegal tot Liberia.
- T. a. rubiginosus: van Ivoorkust tot zuidwestelijk Kameroen.
- T. a. bohndorffi: de zuidelijke Centraal-Afrikaanse Republiek, noordoostelijk Congo-Kinshasa en westelijk Oeganda.